# Даотанхэ
Даотанхэ́ (кит. упр. 倒淌河) — река в китайской провинции Цинхай.

## География
Река находится в уезде Гангца Хайбэй-Тибетского автономного округа. Её исток на западном склоне горы Наньшань хребта Лацзишань находится совсем рядом с истоком рек, впадающих в протекающую неподалёку с юга Хуанхэ, однако Даотанхэ течёт с востока на запад, и впадает в расположенное у юго-восточной оконечности озера Кукунор небольшое озерцо Цого. Когда-то в древности река была руслом потока, через который воды реки Бух-Гол через озеро Кукунор попадали в Хуанхэ, однако впоследствии местность изменилась, озеро Кукунор стало бессточным, а воды Даотанхэ потекли в обратном направлении.